# Phlebitis
Als Phlebitis (von griechisch ἡ φλέψ hē phléps „die Ader“) (Mehrzahl: Phlebitiden) oder Venenentzündung wird seit dem 18. Jahrhundert die Entzündung eines venösen Gefäßes bezeichnet. Die Entzündung aller oder vieler Venen wird Panphlebitis, die des die Venen umgebenden Gewebes Periphlebitis genannt.
1793 beschrieb John Hunter erstmals die bis dahin in ihrer Existenz umstrittene Phlebitis.

## Symptome
Entzündungen der oberflächlichen Venen sind als schmerzhafte, hochrote und erwärmte Stränge sicht- und fühlbar. Oft besteht auch eine Schwellung. Da eine Phlebitis häufig eine Thrombose als Komplikation nach sich zieht, muss bei diesen Zeichen sofort ein Arzt zu Rate gezogen werden. Eine gefürchtete Spätkomplikation der Thrombosen stellt das venöse Ulcus cruris dar.

## Lokalisation
- an den Beinen, meist bei vorbestehenden Krampfadern (Varizen)
- an den Armen, meist iatrogen durch Venenkanülen oder -katheter

## Ursachen
- Schlechte Ernährung, d. h. zu wenig Flüssigkeitsaufnahme und zu nährstoffarme Ernährung
- bakterielle Ursache nach intravenöser Injektion oder Infusion

## Sonderformen
- Phlebitis filiformis (Eisendrahtphlebitis), vor allem bei Morbus Mondor
- Phlebitis migrans und Phlebitis saltans: wandernde und springende Venenentzündung, vor allem bei Thrombangiitis obliterans
- Phlebitis nodularis (Vasculitis nodularis profunda)
- Phlebitis portalis
- Sinusphlebitis
- Thrombophlebitis: Phlebitis der oberflächlichen Venen

### Phlebitiden nach Gabe von Chemotherapeutika
Nach der Gabe von Chemotherapeutika wie Vinorelbin kann eine Phlebitis mit Bläschenbildung auftreten.